# Athelwold
Athelwold († 25. Mai 1156 oder 10. Mai 1157) war ein englischer Geistlicher. Ab 1133 war er der erste Bischof der Diözese Carlisle.

## Aufstieg zum Prior von Nostell
Athelwold stammte vermutlich aus einer angelsächsischen Familie aus Yorkshire. Über seine Jugend und seine Ausbildung ist nichts bekannt. Er wurde Geistlicher und Beichtvater von König Heinrich I. auf, der ihm offenbar Grundbesitz bei Pocklington in Yorkshire schenkte. Vor 1122 wurde er dazu Prior der Augustinerniederlassung von Nostell. Nostell war vom König gegründet worden und ersetzte eine Gemeinschaft von Einsiedlern, die Gründung war erst 1120 vom Papst bestätigt worden.

## Prior von Nostell
Dank der Unterstützung von lokalen Adligen, von Erzbischof Thurstan von York und der Förderung des Königs wuchs das Priorat weiter. Unter Athelwold wurde die Krypta der neuen Klosterkirche errichtet. Dennoch hielt er sich weiterhin häufig am Königshof auf. Angeblich wurde auf seine Empfehlung hin William de Corbeil 1123 zum neuen Erzbischof von Canterbury gewählt. 1131 gehörte er zur englischen Delegation, die den König auf dem Konzil zu Reims vertrat. Dazu unterstützte Athelwold als Prior von Nostell die schottischen Könige Alexander I. und David I. bei der Gründung von Scone Priory, bei der Neugründung des Priorats von St Andrews und bei der Gründung weiterer Augustinerniederlassungen in Schottland. Der erste Prior von St Andrews nach der Neugründung war zuvor Kanoniker in Nostell gewesen, und Athelwold nahm 1127 an seiner Weihe in York teil.

## Bischof von Carlisle

### Im Dienst der englischen und schottischen Könige
Der unwidersprochenen Überlieferung beschränkte Athelwold seine Tätigkeit in Nordengland nicht nur auf Nostell, sondern er wurde auch der erste Prior des 1122 oder 1123 gegründeten Augustinerpriorats von Carlisle. Solch eine Ämterhäufung war zwar unwahrscheinlich, doch offenbar wurde das Priorat von Carlisle vor allem zur Vorbereitung der Bildung einer Diözese in Cumbria gegründet. Athelwold sollte dieses Amt offenbar nur zeitweise übernehmen, doch die Gründung der Diözese verzögerte sich um mehr als ein Jahrzehnt. Als die Diözese schließlich 1133 gegründet wurde, wurde Athelwold zum ersten Bischof ernannt und am 6. August 1133 geweiht. Ein Hauptgrund für die Gründung der neuen Diözese war es, die Ansprüche der schottischen Bischöfe von Glasgow auf Cumbria zu beenden, das erst 1092 an England gefallen war. Seit 1130 verhandelte der englische König Heinrich I. mit dem schottischen König David I. über die Abtrennung der auf englischem Gebiet liegenden Teile des Bistums Glasgow. Vermutlich hoffte der englische König, dass der schottische König Athelwold aufgrund seiner Kontakte als englischen Bischof akzeptierte. Dennoch eroberten die Schotten 1135 die nordenglischen Grafschaften einschließlich Cumbria. Ob Athelwold zu dieser Zeit überhaupt schon in Carlisle tätig war, ist umstritten, denn zweifelsfrei weilte er bis 1135 immer noch häufig am Königshof. Nach der schottischen Besetzung von Carlisle blieb Athelwold am Hof von Stephan, dem Nachfolger von Heinrich I. Er begleitete den König 1137 in die Normandie und bezeugte mehrere königliche Urkunden. Nach der für England siegreichen Standartenschlacht 1138 sicherte der päpstliche Legat Alberic jedoch die Rückkehr von Athelwold nach Carlisle und sorgte für eine Aussöhnung zwischen ihm und David I., der ihn nun als Bischof anerkannte. Bis 1143 hatte Athelwold weiterhin enge Kontakte zu König Stephan, doch war er offensichtlich häufig in seiner neuen Diözese tätig. Dazu war er auch häufig am schottischen Königshof, wo er in Edinburgh und in Bamburgh, aber auch in Carlisle sowohl für David I., dessen Sohn Heinrich von Schottland und für Davids Enkel Malcolm IV. Urkunden bezeugte. Die schottischen Könige gewährten Nostell Priory aus den Einkünften aus Bedford jährlich 40 Shilling. Als sie ihre Herrschaft über Bedford verloren, sicherte Athelwold dem Priorat entsprechende Einkünfte aus den Silberbergwerken von Carlisle zu. 

### Wirken als Bischof
Als Bischof kümmerte sich Athelwold um den Aufbau und die Organisation seiner Diözese. Er setzte einen Archidiakon als Vertreter ein und sorgte nach Möglichkeit für angemessene Einkünfte für die Pfarrvikare, die die Seelsorge in den Pfarreien ausübten. Der Überlieferung nach gründete er in Carlisle das Hospital of St Nicholas sowie eine Kathedralschule. Zwischen 1141 und 1144 unterstützte Athelwold William de Ste Barbe, als dieser sich gegen den schottischen Kandidaten William Cumin als Bischof der Diözese Durham durchsetzte. Als Bischof versuchte er geistliche Reformen durchzusetzen. Sein Versuch, das Kathedralpriorat von Carlisle der Aufsicht der strengen Augustinerniederlassung Arrouaise in Frankreich zu unterstellen, scheiterte zwar, aber er gehörte 1147 zu den  Unterstützern von Henry Murdac, als dieser anstelle des abgesetzten William Fitzherbert zum Erzbischof von York gewählt wurde. Als Murdac, der dem reformorientierten Zisterzienserorden angehörte, 1148 aus York vertrieben wurde, nahm ihn Athelwold mit angemessenen Respekt in Carlisle auf. Dennoch gewährte Athelwold als Bischof vor allem den traditionellen Benedikterabteien Whitby, Wetheral und St Mary's of York Privilegien und nicht den jungen nordenglischen Zisterzienserklöstern. 

### Letzte Jahre und Tod
Ab Beginn der 1150er Jahre schien Athelwolds Gesundheit nachzulassen. 1150 wird ein neuer Prior von Carlisle erwähnt, der damit einen Teil von Athelwolds Aufgaben übernahm. Dazu bestätigte Athelwold den Kanonikern des Kathedralpriorats von Carlisle, dass sie ihren eigenen Anteil an den Einkünften der Diözese hatten. Damit blieben den Bischöfen von Carlisle nur sehr geringe Einkünfte übrig. 1153 legte Athelwold sein Amt als Prior von Nostell nieder. Als Grund gab er seine schlechte Gesundheit an, doch möglicherweise wollte auch nur einen Konflikt mit William Fitzherbert vermeiden, der in diesem Jahr wieder Erzbischof von York geworden war. Am 19. Dezember 1154 nahm Athelwold an der Krönung von Heinrich II. in Westminster Abbey teil und im nächsten Jahr bezeugte er eine Urkunde des Königs in York. Wahrscheinlich starb er am 10. Mai 1157, doch möglicherweise schon am 25. Mai 1156. Nach späteren Angaben wurde er im Kathedralpriorat von Carlisle beigesetzt. Erst 1200 wurde mit Bernard ein neuer Bischof von Carlisle ernannt. Die von Athelwold aufgebaute Diözese war bei seinem Tod aber so gefestigt, dass sie die mehr als 40-jährige Vakanz nach seinem Tod überstand.